# Olivier Guillon (Reiter)

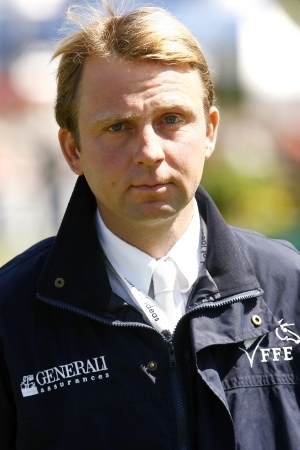
Olivier Guillon (2007)

Olivier Guillon (* 22. Mai 1972 in Vernon) ist ein französischer Springreiter.

## Werdegang
Bei den Olympischen Spielen 2012 in London belegte er sowohl im Einzel als auch mit der französischen Equipe den zwölften Platz.
Er trainiert bei Henk Nooren in den Niederlanden.

## Persönliches
Guillon ist Botschafter für Just World International, eine von der ehemaligen Springreiterin Jessica Newman gegründete Hilfsorganisation.

## Pferde

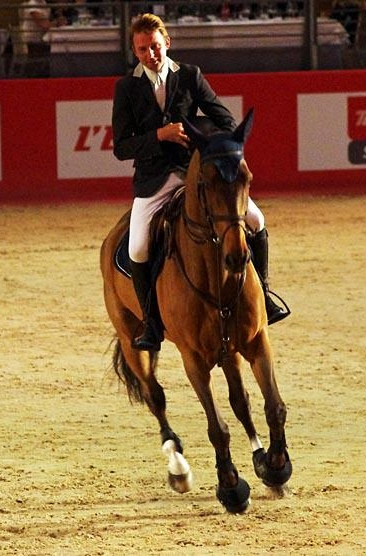
Olivier Guillon mit Lord de Theize, CSI 5*-W Equita'Lyon 2012

- Lord de Theize (* 1999), brauner Selle-Français-Wallach
- Courtney Z*HDC (* 2001), Zangersheide, Fuchswallach, Vater: Chellano Z, Muttervater:  Major de la Cour
- Pomme du Valon (* 2003), Selle Français, Fuchsstute, Kannan
- Poète du Preuilly*HDC
- United Love*HDC (* 2004), braune Holsteinerstute, Vater: Catoki, Muttervater: Lavall I
- Rodin des Cabanes (* 2005), brauner Selle-Français-Hengst, Vater: Kannan
- Wonami Van Den Aard (* 1999), Schimmelstute, Vater: Bon Ami, Muttervater: Quidam de Revel, zuvor von Michael Whitaker, Gregory Wathelet und Santiago Lambre geritten.

## Erfolge
- Olympische Spiele
  - 2012, London: mit Lord de Theize 12. Platz mit der Mannschaft und 12. Platz im Einzel
- Weltreiterspiele
  - 2010, Lexington: mit Lord de Theize 2. Platz mit der Mannschaft und 14. Platz im Einzel
- Europameisterschaften
  - 1993, Spangenberg: mit Seigneur du Breau 1. Platz im Einzel (Junioren)
  - 2007, Mannheim: mit Ionesco de Brekka 12. Platz mit der Mannschaft und 7. Platz im Einzel (Junge Reiter)
  - 2009, Windsor: mit Lord de Theize 18. Platz mit der Mannschaft und 5. Platz im Einzel (Junge Reiter)
  - 2011, Madrid: mit Lord de Theize 19. Platz mit der Mannschaft und 2. Platz im Einzel (Junge Reiter)